# Filip Lončarić
Filip Lončarić (Zagreb, Croacia, 17 de septiembre de 1986) es un exfutbolista croata. Jugaba de arquero y su último equipo fue el Tromsø IL de la Tippeligaen.

## Clubes
| Club                 | País    | Año         | PJ | Goles |
| -------------------- | ------- | ----------- | -- | ----- |
| Dinamo de Zagreb     | Croacia | 2009 - 2012 | 13 | 0     |
| Gaz Metan Mediaș     | Rumania | 2012 - 2013 | 3  | 0     |
| Željezničar Sarajevo | Bosnia  | 2013 - 2014 | 23 | 0     |
| NK Osijek            | Croacia | 2014 - 2015 | 6  | 0     |
| Zrinjski Mostar      | Bosnia  | 2015 - 2016 | 3  | 0     |
| Tromsø IL            | Noruega | 2016 - 2018 | 16 | 0     |